# Kungsbacka
Kungsbacka – miasto w południowo-zachodniej Szwecji, w prowincji Halland, położone 28 km na południe od Göteborga. Siedziba gminy Kungsbacka.
 Według danych z 2005 roku, liczyło 17 784 mieszkańców.
W mieście jest stacja kolejowa Kungsbacka.

## Historia
W Średniowieczu Kungsbacka istniała pod nazwą Koningsbakkae i znajdowała się pod duńskim panowaniem. Pierwsze wzmianki o miejscowości dotyczące umocnień Kungsbackhaus, znajdujących się pomiędzy rzeką Kungsbackaån a Söderån, pochodzą z 1366 roku. Nie wiadomo kiedy Kungsbacka otrzymała prawa miejskie, ale pierwsze dokumenty wymieniające miasto Kungsbacka są z datą 13 grudnia 1408 r. Na początku XVI wieku król Jan II odebrał Kungsbace prawa miejskie. W 1582 r. otrzymała je ponownie.

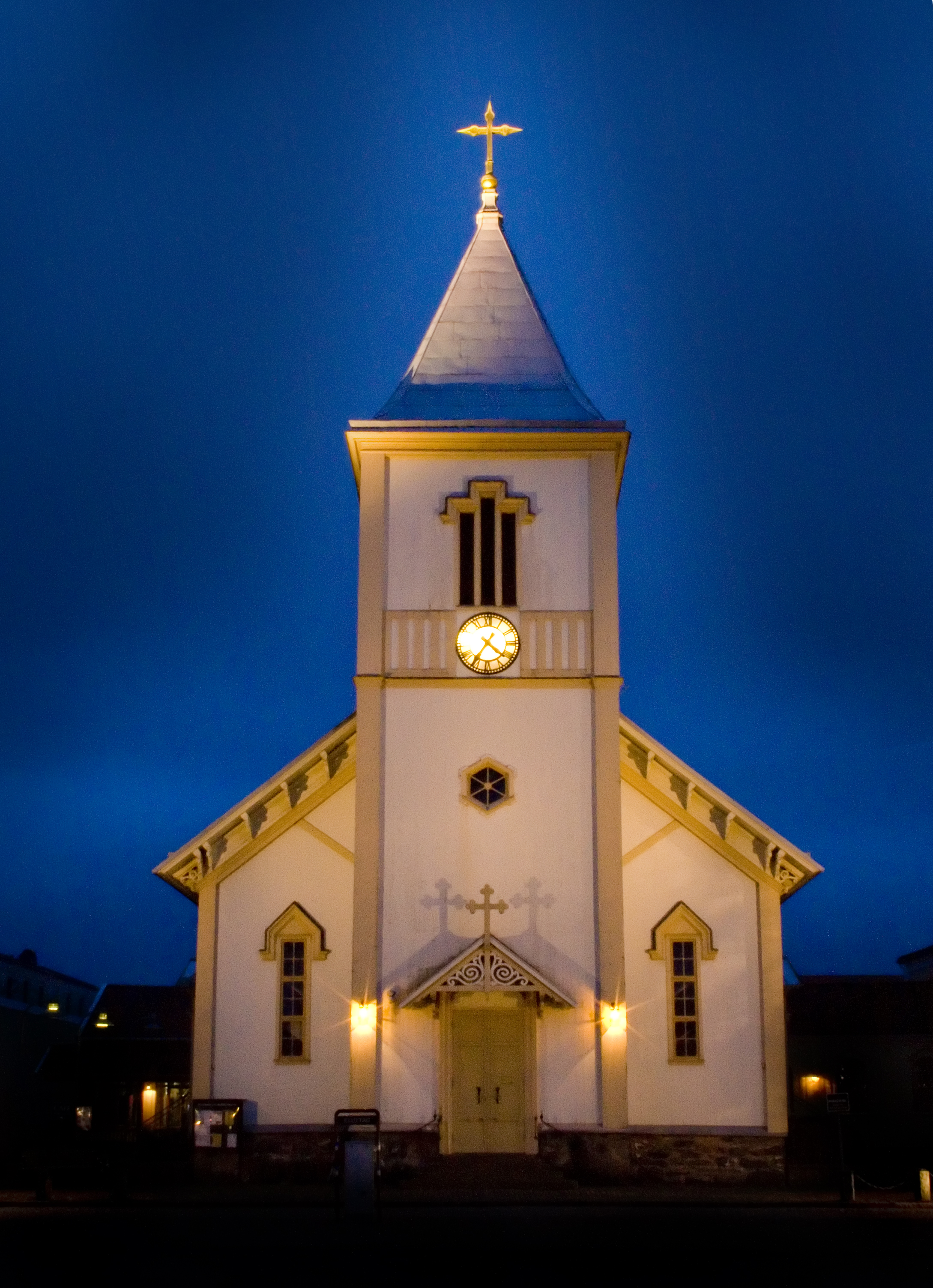
Kościół w Kungsbace

W XVII w. miejscowość przeszła pod szwedzkie panowanie i straciła na swoim znaczeniu. Wielu mieszkańców przeniosło się do pobliskiego Göteborga, a miasto przez dłuższy czas było jednym z najmniejszych w kraju. Pod koniec XIX w. Kungsbackę zamieszkiwało około tysiąca osób.
W połowie XIX w. miasto nawiedził duży pożar, który zniszczył centrum, lecz większość budynków udało się odbudować.
Aż do lat 60. XX wieku, Kungsbacka była małym, nieznaczącym miasteczkiem. Wzrastająca liczba mieszkańców oraz ustanowienie Kungsbacki na siedzibę gminy Kungsbacka miało wpływ na rozwój miasta.

W mieście przeważa zabudowa jednorodzinna.

## Kultura
W Kungsbace znajduje się miejsko-gminna biblioteka, galeria sztuki, a także teatr z 506 miejscami siedzącymi, mieszczący się w Aranäsgymnasiet (szkoła średnia).

## Miasta partnerskie
- Saarijärvi, Finlandia[3]
- Neiva, Kolumbia

## Osoby związane z Kungsbacką
- Bengt Andersson – piłkarz.
- Wiktor Andersson – aktor.
- Lasse Brandeby – aktor.
- Lars Gathenhielm – pirat.
- Calle Johansson – hokeista.
- Fredrik Jacobson – gracz w golfa.
- Hasse Jeppson – piłkarz.
- Ulrik Munther – piosenkarz.
- Adrian Schultheiss – łyżwiarz figurowy.

## Sport
- Kungsbacka IF
- Tölö IF
- HK Aranäs